# ZNF707
ZNF707 (англ. Zinc finger protein 707) – білок, який кодується однойменним геном, розташованим у людей на короткому плечі 8-ї хромосоми. Довжина поліпептидного ланцюга білка становить 371 амінокислот, а молекулярна маса — 43 088.
| 10         |  | 20         |  | 30         |  | 40         |  | 50         |
| ---------- |  | ---------- |  | ---------- |  | ---------- |  | ---------- |
| MDMAQEPVTF |  | RDVAIYFSRE |  | EWACLEPSQR |  | ALYRDVMLDN |  | FSSVAALGFC |
| SPRPDLVSRL |  | EQWEEPWVED |  | RERPEFQAVQ |  | RGPRPGARKS |  | ADPKRPCDHP |
| AWAHKKTHVR |  | RERAREGSSF |  | RKGFRLDTDD |  | GQLPRAAPER |  | TDAKPTAFPC |
| QVLTQRCGRR |  | PGRRERRKQR |  | AVELSFICGT |  | CGKALSCHSR |  | LLAHQTVHTG |
| TKAFECPECG |  | QTFRWASNLQ |  | RHQKNHTREK |  | PFCCEACGQA |  | FSLKDRLAQH |
| RKVHTEHRPY |  | SCGDCGKAFK |  | QKSNLLRHQL |  | VHTGERPFYC |  | ADCGKAFRTK |
| ENLSHHQRVH |  | SGEKPYTCAE |  | CGKSFRWPKG |  | FSIHRRLHLT |  | KRFYECGHCG |
| KGFRHLGFFT |  | RHQRTHRHGE |  | V          |  |            |  |            |

A: Аланін

C: Цистеїн

D: Аспарагінова кислота

E: Глутамінова кислота

F: Фенілаланін

G: Гліцин

H: Гістидин

I: Ізолейцин

K: Лізин

L: Лейцин

M: Метіонін

N: Аспарагін

P: Пролін

Q: Глутамін

R: Аргінін

S: Серин

T: Треонін

V: Валін

W: Триптофан

Задіяний у таких біологічних процесах, як транскрипція, регуляція транскрипції. 
Білок має сайт для зв'язування з іонами металів, іоном цинку, ДНК. 
Локалізований у ядрі.